# Il Malmantile racquistato
Il Malmantile racquistato est un célèbre poème héroï-comique de Lorenzo Lippi, publié à Florence en 1688 (et réédité plusieurs fois). C'est une parodie des procédés de la poésie épique.

## Résumé
Alfonso Parigi, célèbre architecte, parent de Lorenzo, avait une maison de campagne près de Florence, et à un mille d’un ancien château ruiné, nommé Malmantile. La vue de ces débris fournit à Lippi l’idée de son poème. Il en fait la capitale d’un royaume dont la reine est détrônée par une courtisane de Florence. La guerre qui éclate pour remettre sur le trône la légitime souveraine forme le fond de l’ouvrage. L’auteur y fait entrer plusieurs traditions populaires qu’il conte avec une grâce singulière dans l’idiome florentin le plus pur. Mais ce que les Italiens prisent davantage encore dans ce poème, c’est l’originalité de la composition, la variété des épisodes, le sel des plaisanteries et la facilité de la versification. On y admire surtout une description de l’enfer qui passe pour un chef-d’œuvre de comique et de plaisanterie. Le seul reproche qu’on puisse faire à l’auteur est d’avoir employé un dialecte dont les Italiens eux-mêmes n’entendent pas toutes les finesses. Il reçut les conseils et les encouragements d’Antonio Malatesta, poète estimé ; et Salvator Rosa ne lui fut pas moins utile en lui faisant connaître un livre intitulé Lo cunto de li cunti overo lo trattenemiento de peccerille, ouvrage en napolitain d’où Lippi tira plusieurs de ses épisodes. Cet ouvrage ne fut imprimé qu’après sa mort.

## Éditions
Voici l’indication des principales éditions :
- Il Malmantile racquistato : poema di Pierlone Zipoli. In Finaro [i.e. Florence] : Gio. Tommaso Rossi, 1676 ;
- Il Malmantile racquistato : poema di Pierlone Zipoli, con le note di Puccio Lamoni (Paolo Minucci), Florence : Nella Stamperia di S.A.S. alla Condotta, 1688, in-4° ;
- Il Malmantile racquistato : poema di Pierlone Zipoli, avec les notes de « Puccio Lamoni » (Paolo Minucci) et autres (Antonio Maria Biscioni). Florence : Michele Nestenus & Francesco Moücke, 1731 ;
- Il Malmantile racquistato : poema di Pierlone Zipoli, colle note di Puccio Lamoni, dell’ abate Antommaria Salvini … e del dottore Antommaria Biscioni. Florence : Francesco Moücke, 1750 ;
- Il Malmantile racquistato : poema di Pierlone Zipoli, colle note di varj, scelte da Luigi Portirelli, Milan, édition des classiques italiens, 1 vol. in-8°. La nouvelle édition de Prato, 1814, 4 vol. in-4°, est la plus complète.